# He Yingqiang
He Yingqiang (chiń. 何英强, ur. 25 maja 1965) – chiński sztangista, dwukrotny medalista olimpijski.
Brał udział w dwóch igrzyskach (IO 88, IO 92), na obu zdobywał medale. W 1988 był drugi w wadze do 56 kilogramów, cztery lata później był trzeci jedną kategorię wyżej. Zdobył wicemistrzostwo świata w 1986 i 1990, był trzeci w 1985, 1989 i 1991. Pobił jeden rekord świata. Zwyciężał w igrzyskach azjatyckich w 1986 i 1990.